# Przedni Staw Polski
Przedni Staw Polski lub po prostu Przedni Staw – polodowcowe jezioro tatrzańskie położone we wschodniej części Doliny Pięciu Stawów, najbardziej z nich wysunięte na wschód. Lustro jeziora leży na wysokości 1668 m n.p.m., jego powierzchnia wynosi 7,7 ha, a głębokość – 34,6 m. Od południowego wschodu w jego kierunku opadają stoki Opalonego Wierchu, od północy i wschodu otaczają je kopulaste wzgórza mutonów: Wyżnia Kopa (1722 m n.p.m.) i Niżnia Kopa (1711 m).
Poniżej Niżniej Kopy, nad brzegiem jeziora, w latach 1948–1953 zbudowano najwyżej położone w Tatrach Polskich schronisko.
Nadmiar wód przepływa przez Mały Staw Polski, zasilając Wielki Staw Polski, z którego wypływa potok Roztoka. Do południowej zatoki wpadają krótkie potoczki, płynące spod Miedzianego. Woda w stawie ma barwę zielono-żółtą i cechuje się dużą przejrzystością (13 m).

## Szlaki turystyczne
– dojście do schroniska od szosy Palenica Białczańska – Morskie Oko.
- Czas przejścia szlakiem zielonym od Wodogrzmotów Mickiewicza do rozstaju szlaków: 1:20 h, ↓ 1 h
- Czas przejścia szlakiem czarnym od rozstaju szlaków do schroniska: 40 min, ↓ 30 min

 – od Morskiego Oka przez Rówień nad Kępą, Świstówkę Roztocką i Świstową Czubę obok schroniska i dalej na przełęcz Zawrat.
- Czas przejścia od Morskiego Oka do schroniska: 2 h, z powrotem 1:40 h
- Czas przejścia od schroniska na Zawrat: 1:40 h, ↓ 1:30 h

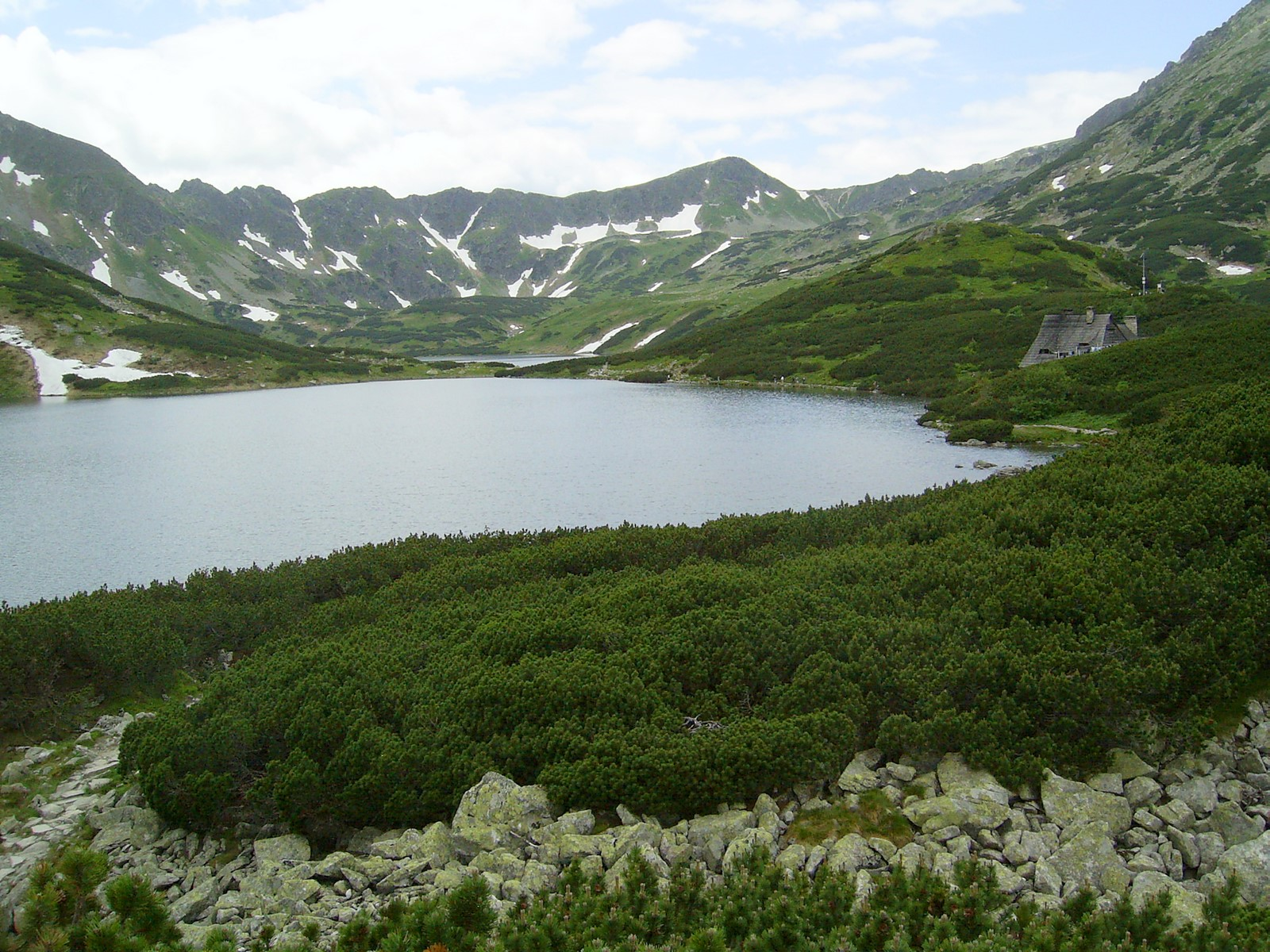
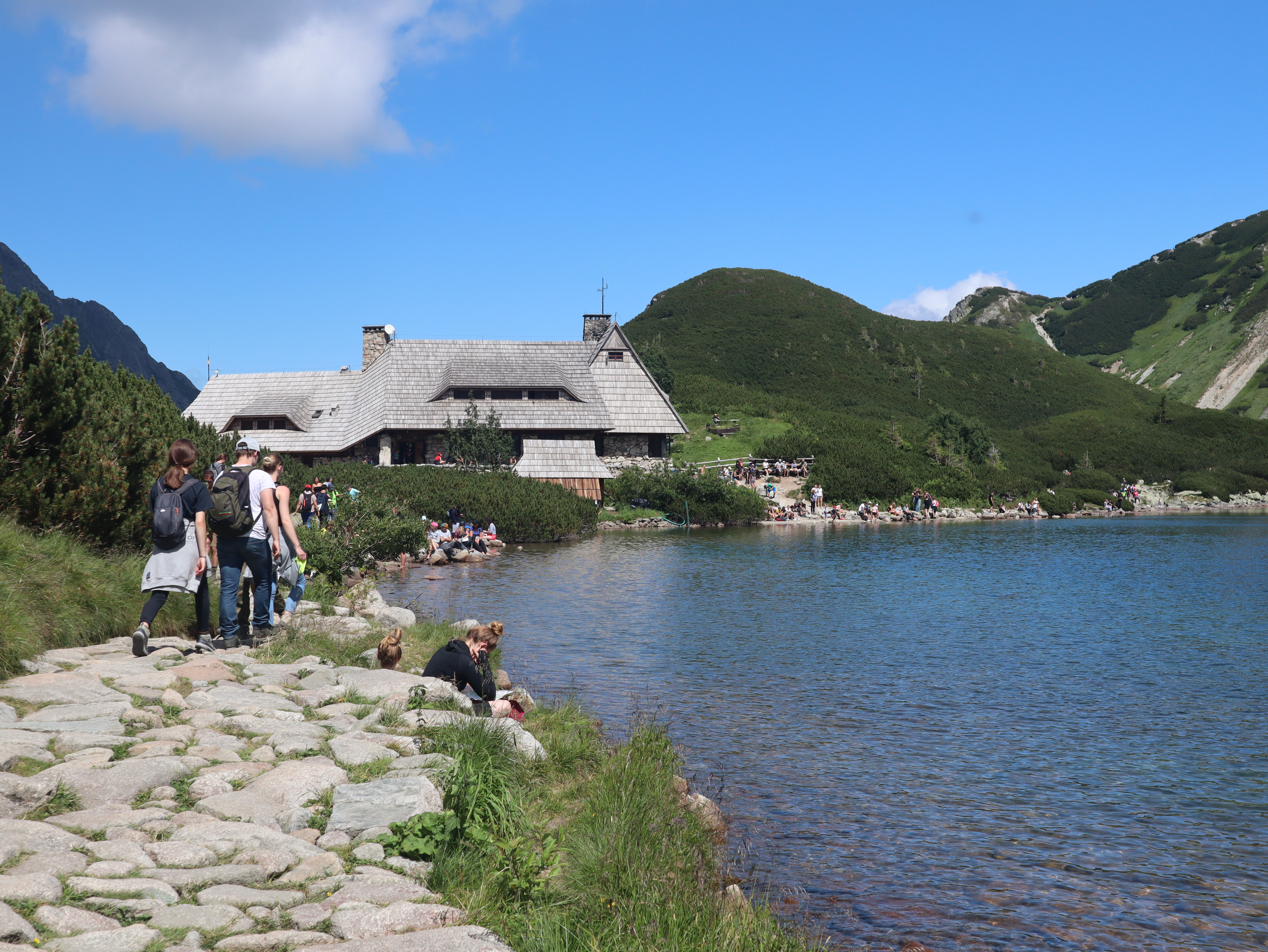
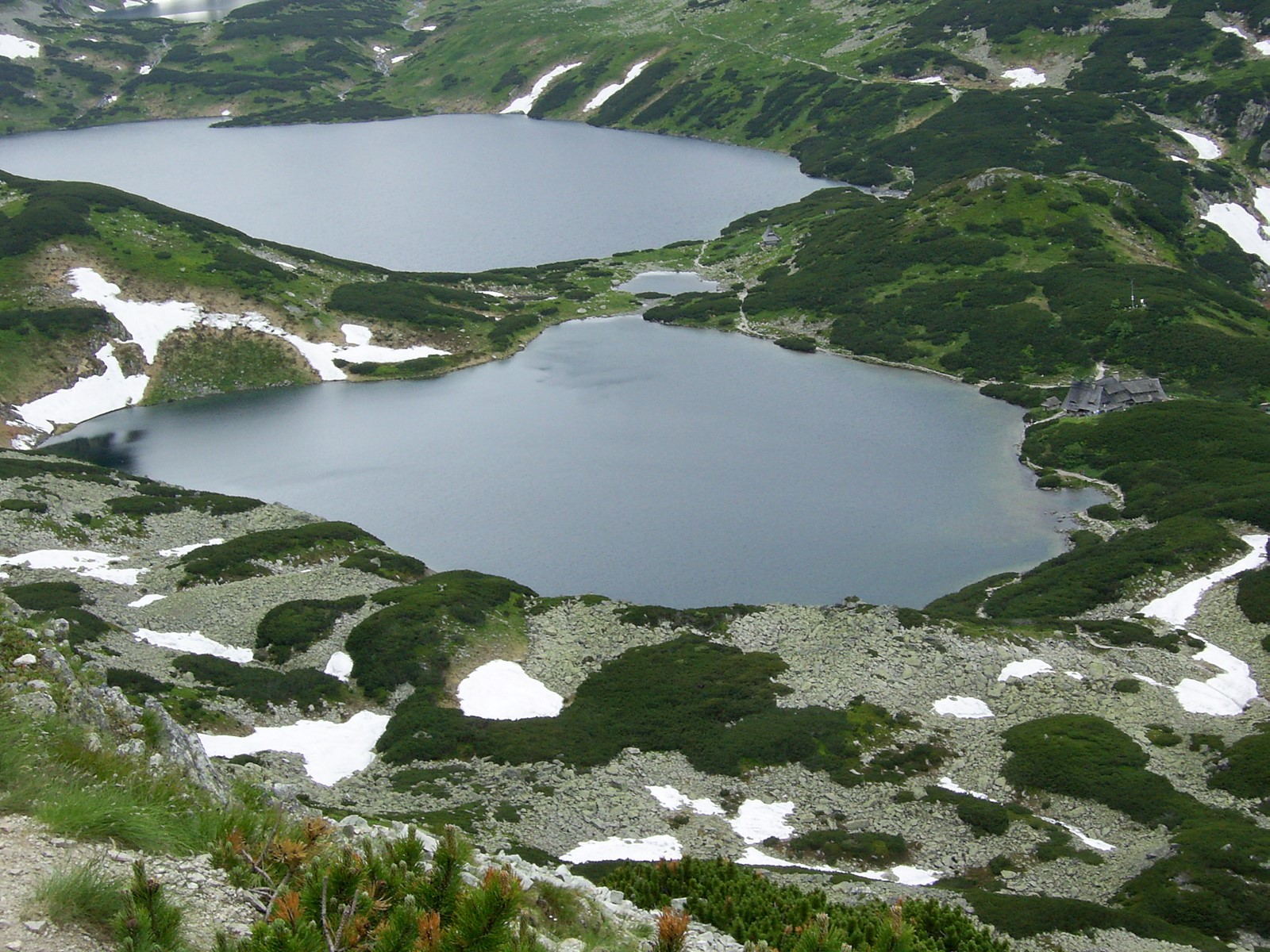
Przedni i Wielki Staw
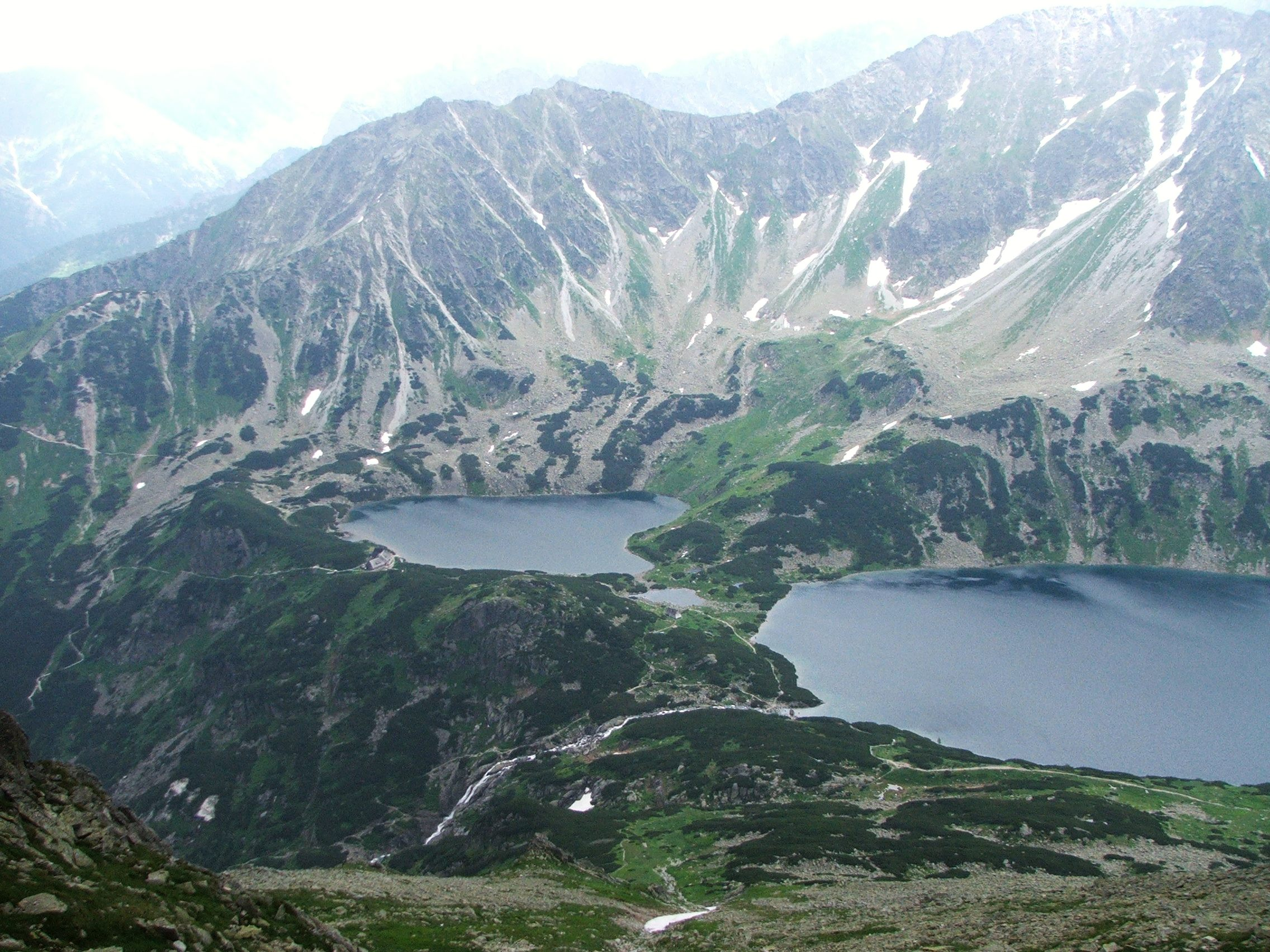
Przedni, Wielki Staw i Siklawa